# 봉원중학교
봉원중학교는 대한민국 서울특별시 관악구 봉천동에 있는 공립 중학교이다.

## 학교 연혁
- 1969년 11월 11일 : 교육법 제85조 1항에 의거 봉천여자중학교 42학급 인가
- 1970년 3월 3일 : 개교 및 1970학년도 14학급 입학식 거행
- 1973년 1월 16일 : 제1회 졸업식(918명)
- 2001년 3월 1일 : 봉원중학교로 교명 변경
- 2022년 2월 8일 : 제50회 졸업식(166명, 누계 29,166명)
- 2022년 3월 1일 : 제16대 백현준 교장 부임
- 2023년 3월 2일 : 제54회 입학(6학급 161명)

## 참고 자료
- 봉원중학교 - 한국교육학술정보원 학교알리미